# Comté de Whatcom
Le comté de Whatcom (anglais: Whatcom County) est un comté de l'État américain de Washington. Il est situé dans le nord-ouest de l'État, sur la frontière canado-américaine. Son siège est Bellingham. Selon le recensement de 2000, sa population est de 166 814 habitants.
Le nord du comté forme une section de la frontière avec la Colombie-Britannique, au Canada ; elle est marquée par les International Boundary US-Canada Monuments.

## Géolocalisation
|                   |                  |                  |
|                   | Comté de Whatcom | Comté d'Okanogan |
| Comté de San Juan | Comté de Skagit  |                  |

## Districts régionaux de la Colombie-Britanniqueadjacents
- Fraser Valley, en Colombie-Britannique au Canada
- Grand Vancouver, Colombie-Britannique

## Municipalités du comté
- Blaine

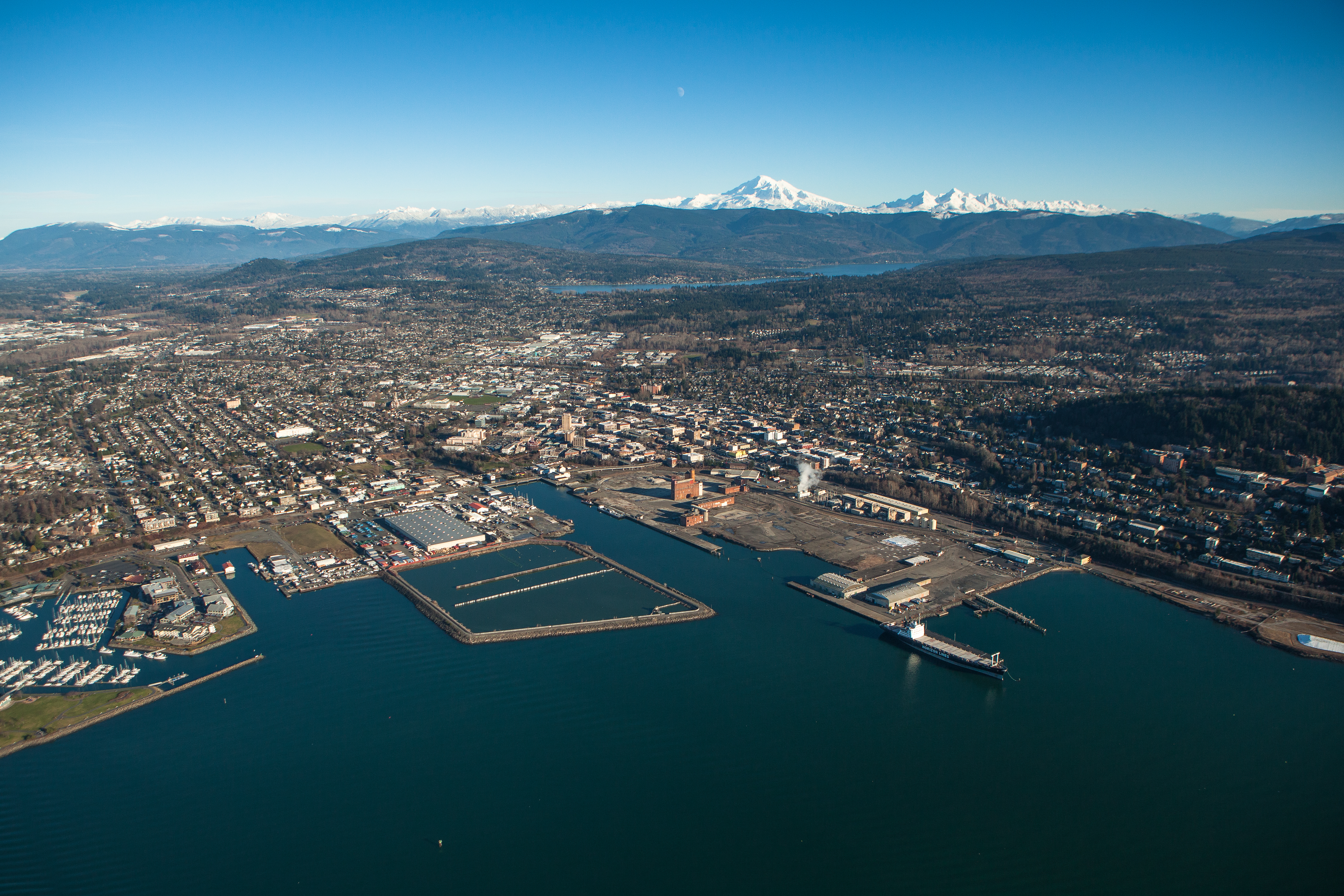
Vue aérienne de Bellingham, avec le Mont Baker en arrière-plan.
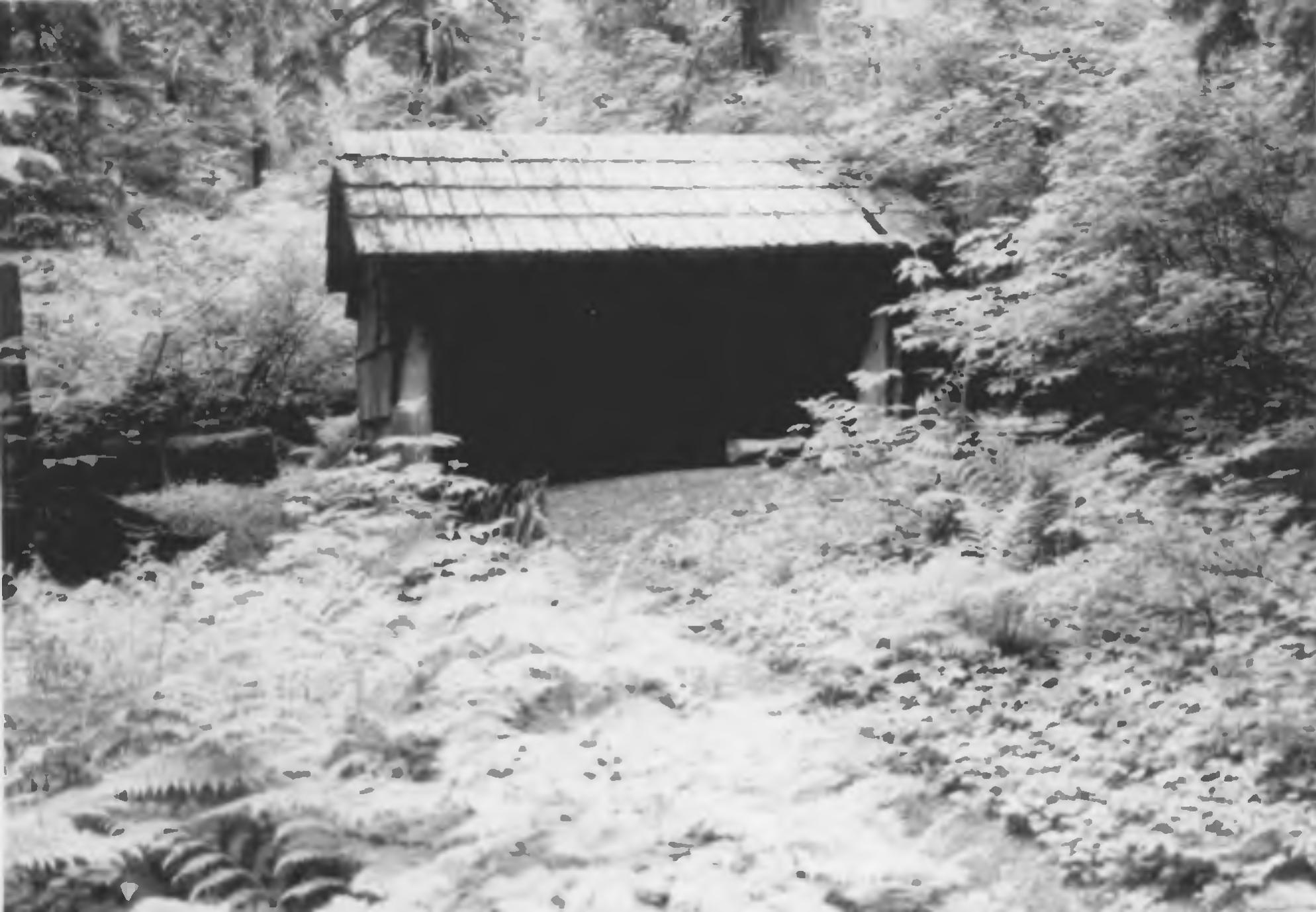
L'abri Perry Creek, refuge de montagne des North Cascades.
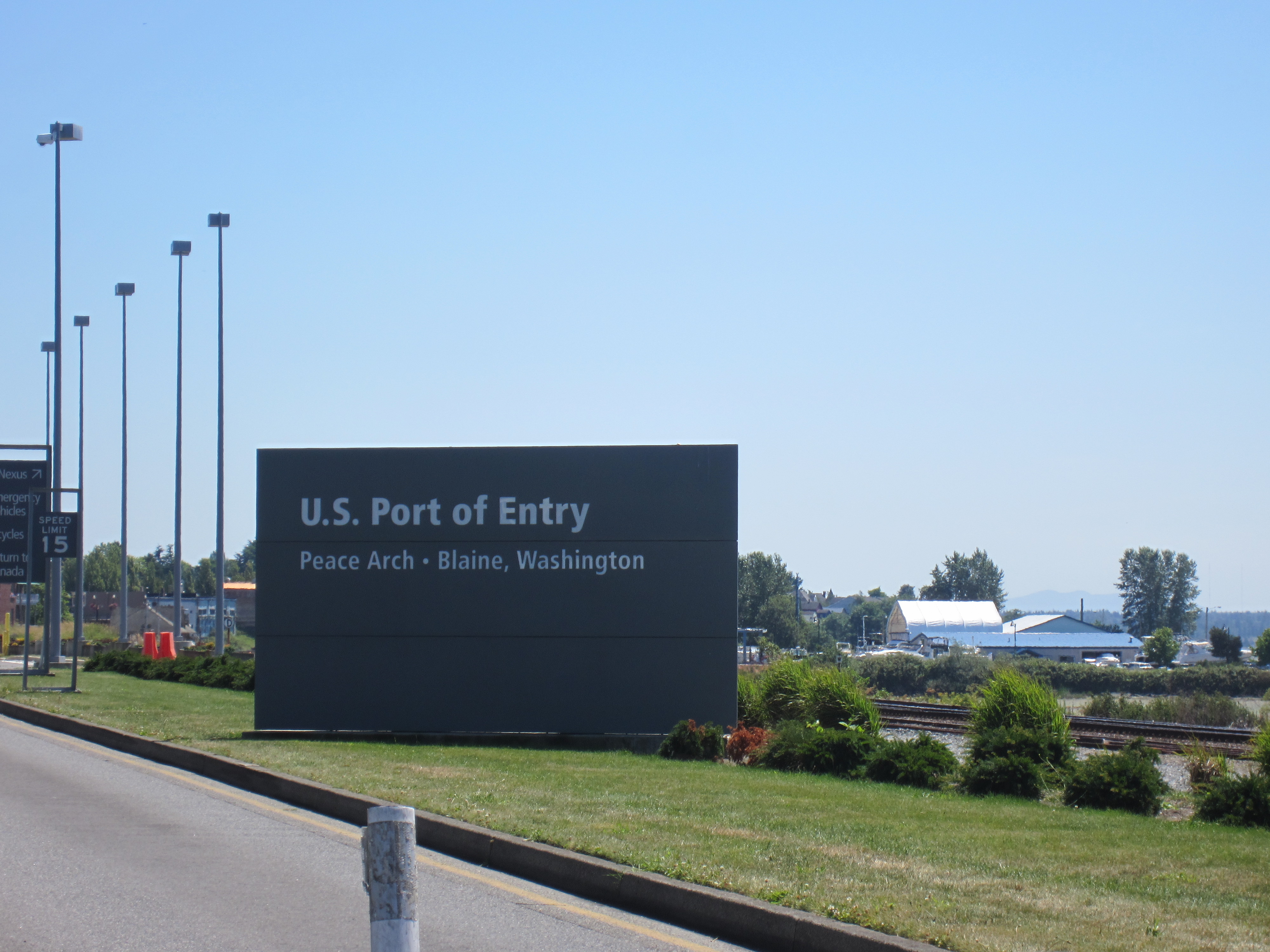
À la frontière canadienne, à Blaine.
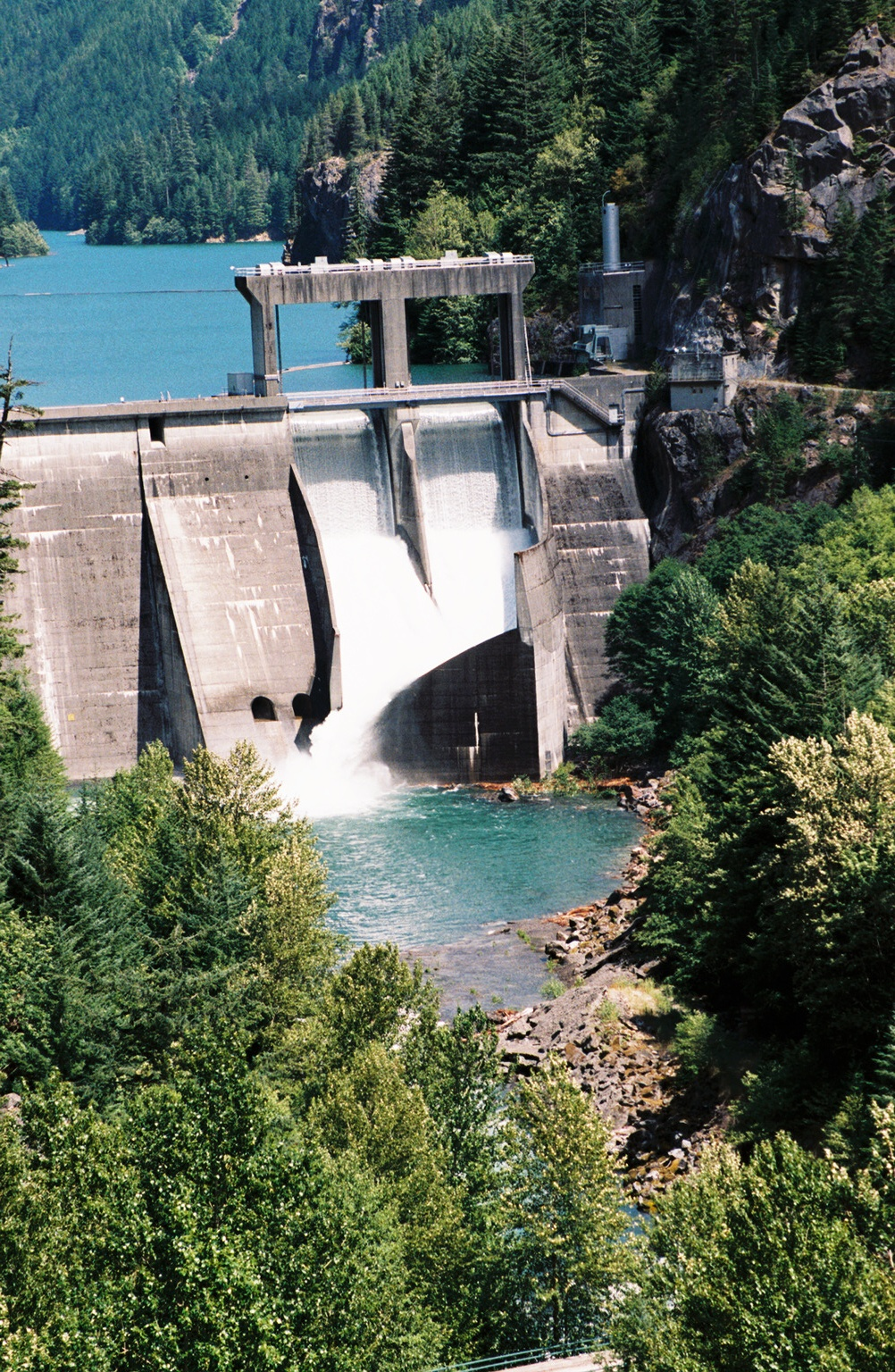
Le barrage du lac Gorge.
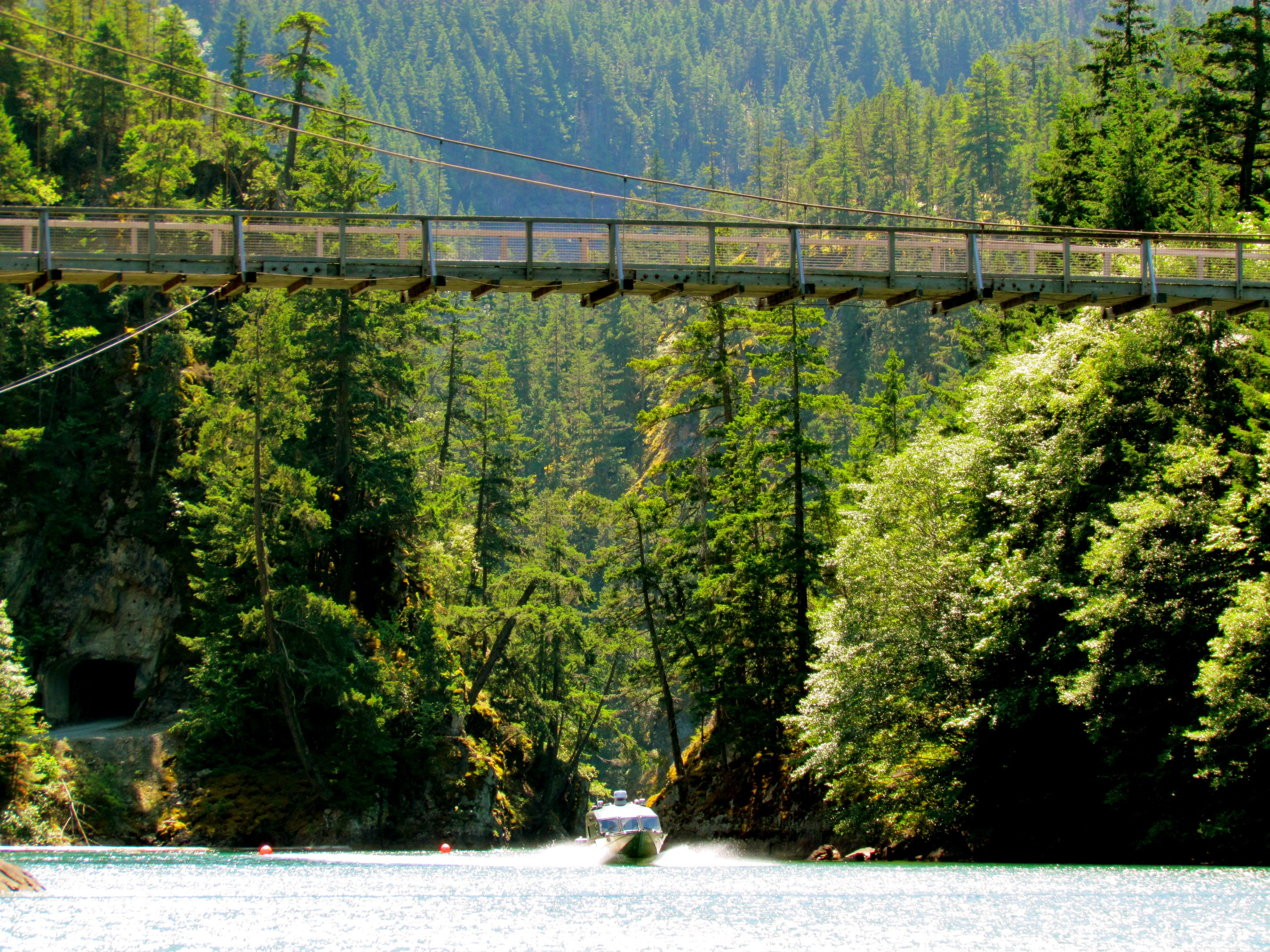
Passerelle sur le Diablo Lake Trail.